# ジョージ・ヴァンデン・ベンプド (第3代アナンデイル侯爵)
第3代アナンデイル侯爵ジョージ・ヴァンデン・ベンプド（英語: George Vanden Bempde, 3rd Marquess of Annandale、出生名ジョージ・ジョンストン（George Johnstone）、1720年5月29日 – 1792年4月29日）は、スコットランド貴族。

## 生涯
初代アナンデイル侯爵ウィリアム・ジョンストンと2人目の妻シャーロット・ヴァン・ロア（Charlotte van Lore、1762年11月23日没、ジョン・ヴァン・デン・ベンプド（John van den Bempde）の娘）の息子として、1720年5月29日に生まれた。異母兄にあたる第2代アナンデイル侯爵ジェームズ・ジョンストンは1726年10月に爵位を放棄して再叙爵を受け、継母の子供を爵位と財産継承から外したのち、1730年2月10日に死去した。これによりジェームズの同母姉ヘンリエッタ（1750年没）がクレイジホールを継承したが、爵位とアナンデイルの領地についてはジョージの母シャーロットが訴訟を起こし、1733年にジョージがアナンデイル侯爵位を継承するとの判決が下された。
1742年10月に弟ジョンが死去したことに大打撃を受けて精神異常をきたし、大法官府裁判所は1748年3月5日に第3代アナンデイル侯爵が1744年12月12日より精神異常者であると認定した。また、母方の祖父ジョン・ヴァン・デン・ベンプドの遺言状に基づき、遺産継承の代償として姓をヴァンデン・ベンプドに改め、1744年に可決された私法で正式に承認された。
1792年4月29日に生涯未婚のままターナム・グリーンで死去、5月7日にチジックで埋葬された。アナンデイル侯爵位など1701年創設の爵位と1661年創設のハートフェル＝アナンデイル伯爵位は廃絶した。1662年創設のアナンデイル＝ハートフェル伯爵位は休止状態になり、ヘンリエッタの孫にあたる第3代ホープトン伯爵ジェームズ・ホープ＝ジョンストンが爵位の請願を行ったが失敗している。休止状態の解消は1985年のことになる。遺産のうち、415,000ポンドに上る動産は三分割され、異父弟リチャードとチャールズ・ジョン、そして異母姉ヘンリエッタ（初代ホープトン伯爵チャールズ・ホープと結婚、1750年没）の子孫が継承した。スコットランドでの領地は第3代ホープトン伯爵が、イングランドでの領地は異父弟リチャードが継承した。